# 本郷給水所公苑

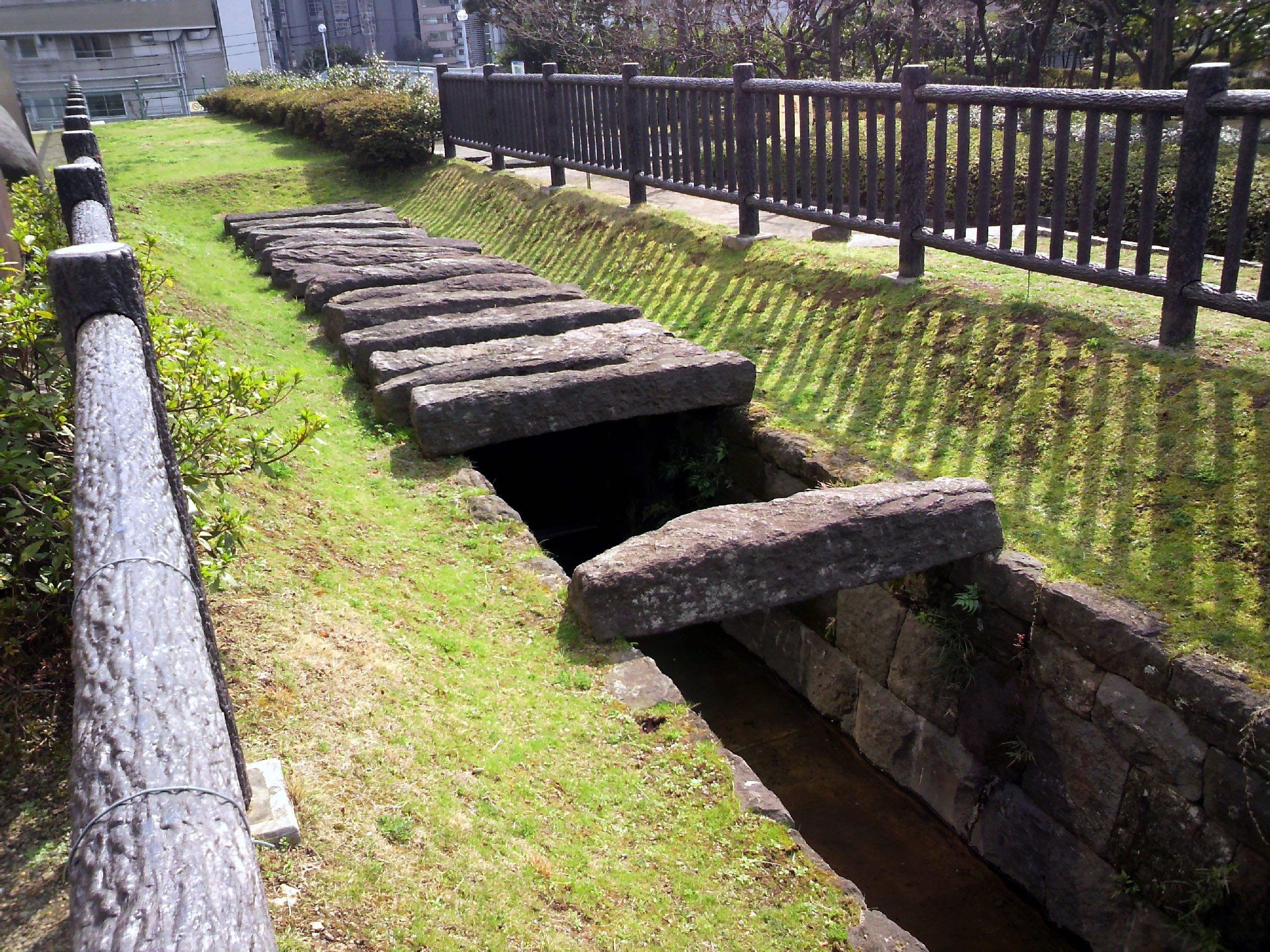
神田上水石樋

本郷給水所公苑（ほんごうきゅうすいじょこうえん）は、東京都文京区にある公園。本郷給水所の上部に構築されている。

## 歴史
東京市水道局（現東京都水道局）が1892年（明治25年）に給水場を建設、1898年（明治31年）に配水池が作られ1974年（昭和49年）に配水池の拡張工事が完了。その後配水池の上に文京区が公苑を建設する使用許可を取得し1976年（昭和51年）12月開園した。7800平方メートル。

## 見所
苑内南側の日本庭園（和風庭園）と北側のフランス式庭園（洋風庭園）を採用している。
和風庭園には武蔵野の雑木林をイメージして作られている。また神田上水幹線水路の石樋が復原されている。
洋風庭園にはパーゴラや地球儀が置かれている。また52種、300株のバラが植えられたバラ園がある。植えられている品種はノックアウトやゴールデン・ボーダーなど。

## アクセス
- 中央・総武線、丸ノ内線 - 御茶ノ水駅徒歩7分
- 中央・総武線、都営三田線 - 水道橋駅徒歩7分